# لطيفة باقا
لطيفة باقا (ولدت في سلا سنة 1964) هي روائية وقاصة مغربية.

## من أعمالها

### مجموعات قصصية
- ما الذي نفعله؟ (منشورات اتحاد كتاب المغرب 1992): حازت جائزة الأدباء الشباب (دورة 92)[2]
- منذ تلك الحياة (منشورات وزارة الثقافة المغربية، 2005)[2]
- غرفة فرجينيا وولف (دار توبقال، 2015)[3]

## جوائز
- جائزة القراء الشباب للكتاب المغربي في صنف القصة القصيرة، عن مجموعتها القصصية «غرفة فرجينيا وولف» (2017).[3]